# St. Nikolaus (Uthlede)

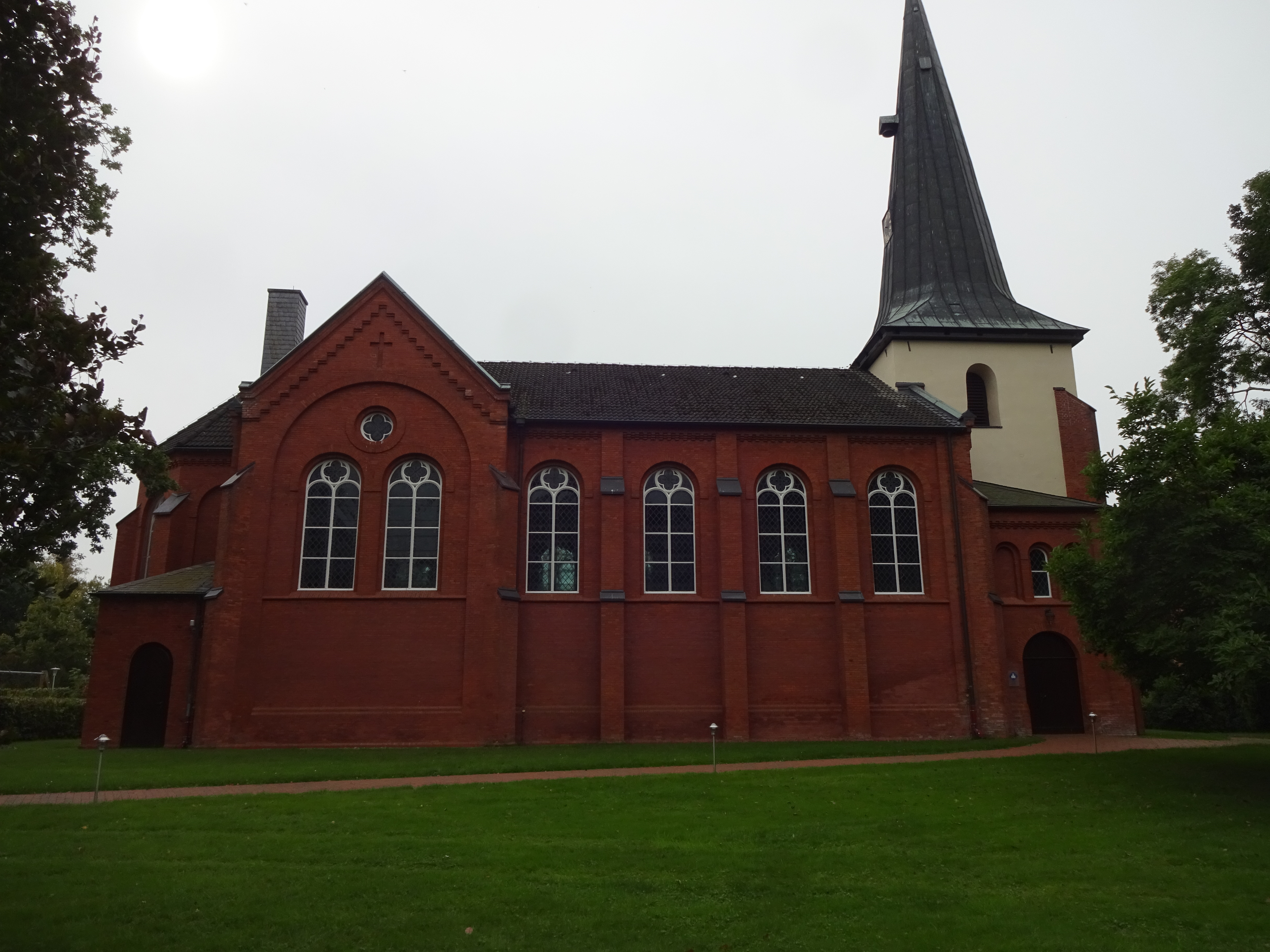
Uthlede, St. Nikolaus

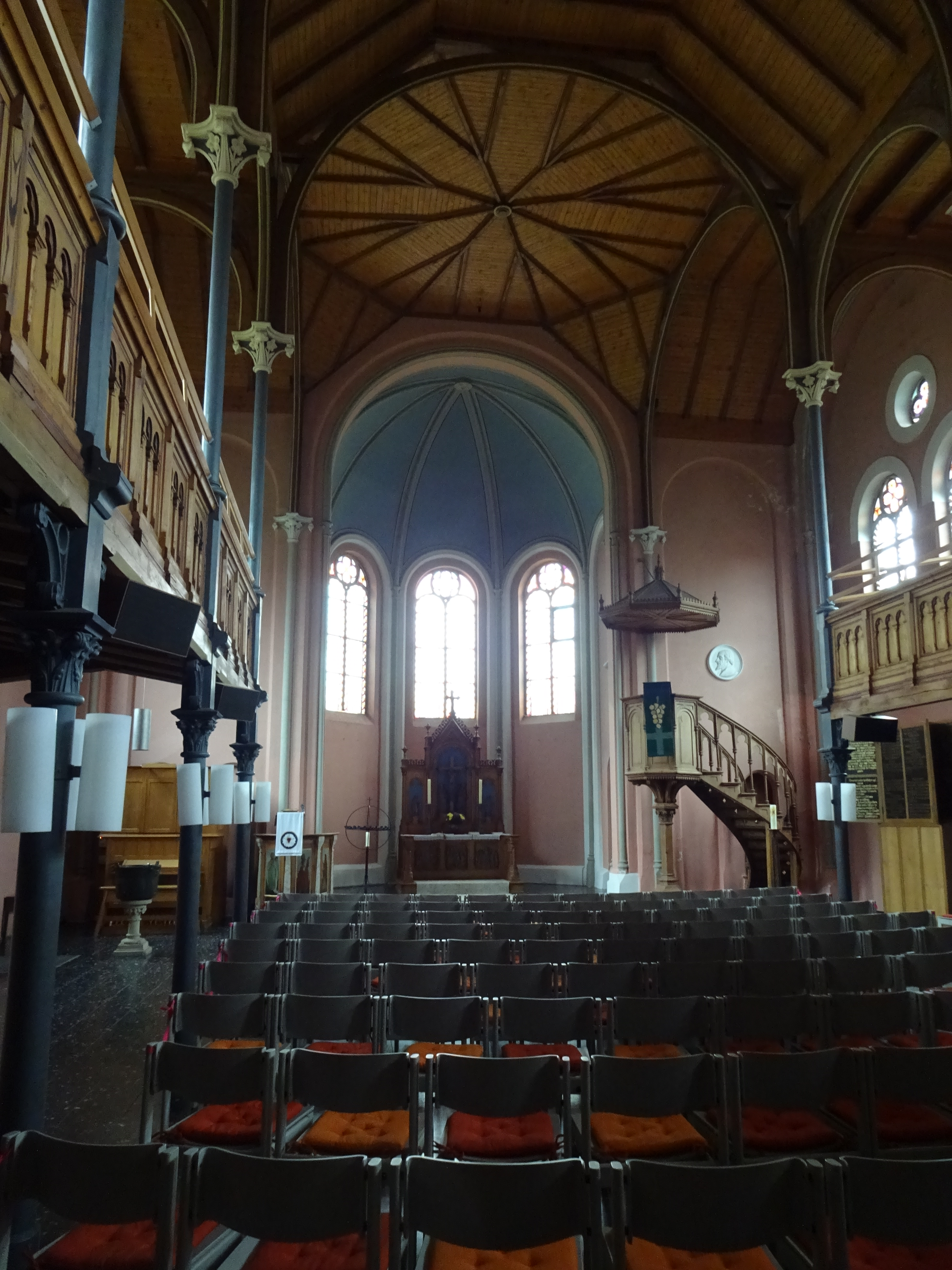
Innenansicht

Die ev.-luth. Kirche St. Nikolaus in der niedersächsischen Gemeinde Hagen im Bremischen, Ortsteil Uthlede, Moorstraße 20, direkt am erhöhten Geestrand, im Landkreis Cuxhaven, stammt aus der Mitte des 19. Jahrhunderts.
Die Kirchengemeinde gehört zum Kirchenkreis Wesermünde im Sprengel Stade der Evangelisch-Lutherischen Landeskirche Hannovers.
Das Gebäude steht unter Denkmalschutz (siehe auch Liste der Baudenkmale in Hagen im Bremischen).

## Geschichte
Uthlede wurde erstmals im Jahr 1110 erwähnt als Utlidi und hatte 2017 rund 1000 Einwohner. Zum Einzugsbereich der Kirche gehören heute Wulsbüttel mit den Ortschaften Lehnstedt mit Neuenhausen, Hoope und Heine mit Vosloge.
Die erste Kirche soll zwischen 1110 und 1269, dem Jahr der Erwähnung des Priesters Olderus von Uthlede, erbaut worden sein. Der nächste Vorgängerbau aus dem 16. Jahrhundert brannte 1862 ab und wurde durch einen Neubau ersetzt. Ein hölzerner Turm brannte 1753 ab, wurde 1759 ersetzt und blieb erhalten.
Der neoromanische einschiffige Backsteinneubau mit eingezogenem Polygonalchor mit drei rundbogigen Fenstern, kaum vorstehendem Querhaus und ziegelgedeckten Satteldächern wurde 1862/64 nach Plänen von Otto Goetze (Hannover) gebaut. Der alte verputzte quadratische Westturm von 1759 mit hohem Helm als Knickhelm wurde in den Neubau einbezogen. Die Seitenfassaden des Langhauses gliedern sich durch die östlichen Giebel des Querhauses, drei abgetreppte Strebepfeiler und sieben rundbogige hohe Fenster.
Im Inneren eine holzverschalte Decke und eine dreiseitige umlaufende Empore auf gusseisernen Säulen, die eine Dreischiffigkeit suggeriert.
Dem Altar von 1864 sind als Antependium drei bemerkenswerte Reliefs vorgesetzt, die ehemals vermutlich die Innenseiten der Flügel eines Klappretabels bildeten. Die drei (ursprünglich sicher vier) Tafeln wurden um 1510–1520 wahrscheinlich in Bremen geschnitzt, ihr ursprünglicher Verwendungsort ist unbestimmt. Dargestellt ist die Stigmatisation des Hl. Franziskus, die Plagen des Hiob aus der alttestamentarischen Erzählung und die Predigt des Hl Bernhardin von Siena.
Die sonstige Ausstattung ist überwiegend aus der Bauzeit, wie zwei Medaillons (Luther und Melanchthon) von Hermann Ernst Freund und zwei Reliefs (Abendmahl und Taufe Jesu) vom Bildhauer Georg Christian Freund.
Die Orgel wurde 1990 von einem Orgelverein angeschafft.
Das Landesdenkmalamt befand u. a.: „… als bedeutender Teil des Gesamtwerks des überregional bekannten und tätigen Architekten Goetze … .“

### Kirchengemeinde
Die Kirchengemeinde Uthlede-Wulsbüttel ist seit 2018 mit den Kirchengemeinden Bramstedt, Sandstedt, Wersabe und Hagen in einem Kirchengemeindeverband mit rund 2400 Gemeindegliedern (Stand 2023). Als regelmäßige Gruppen gibt es u. a. den Posaunenchor, den Stammtisch für Frauen, Senioren-Nachmittage, einen offenen Jugendtreff und den Männergesangsverein.
Das Pfarrhaus Uthlede von 1895 steht neben der Kirche und wird als Gemeindehaus genutzt.
Der kirchliche Friedhof wird von der Gemeinde in gesonderter Trägerschaft verwaltet.